# William C. C. Chen
William C. C. Chen (chinesisch 陳至誠 / 陈至诚, Pinyin Chén Zhìchéng, W.-G. Ch'en Chih Ch'eng; * 1933 – fehlerhafter Eintrag im US-Personalausweis: 1935 – in Wenzhou, Provinz Zhejiang, China) ist Meister der Kampfkunst Taijiquan. Er war Meisterschüler von Zheng Manqing.

## Lebenslauf
Nach dem Ende des Zweiten Weltkriegs übersiedelte die Familie William C. C. Chens vom chinesischen Festland auf die Insel Taiwan, während die Kommunisten China unter ihre Gewalt brachten. Am Ende der 40er Jahre nahm sein Vater William mit, um ihn seinem Jugendfreund, Professor Zheng, vorzustellen. Auf die Frage Zheng Manqings, ob William C. C. Chen Taijiquan lernen wolle, antwortet dieser mit „Ja“ und wurde so zum jüngsten Schüler des Professors.
Während der 50er Jahre wurde William C. C. Chen zum Assistenten Zheng Manqings bei seiner inneren Arbeit, die darauf abzielt, im Schlaf einen Faustschlag zu neutralisieren. Vom frühen Morgen bis zum späten Abend begleitete er Zheng Manqing und bekam auf diese Weise einen genauen Einblick in Zheng Manqings Lebensweise, seinen Unterricht und seine kämpferischen Fähigkeiten.
1953 begann William C. C. Chen, Taijiquan zu unterrichten. Im Tuishou war er sehr erfolgreich, so dass es schwer für seine Klassenkameraden und andere Taiji-Spieler war, ihn zu schlagen, welche zu diesem Training immer am Sonntag ins Haus des Professors kamen. Ab 1954 nahm William C. C. Chen auch an Kampfkunst-Turnieren teil. 1958 gewann er bei der "Taiwan State Olympics Competition" den 2. Platz im Leichtgewicht, was ihm später noch große Anerkennung in Singapur und Malaysia brachte.
1962 schrieb sich William C. C. Chen an der University of Hawaii ein. Und schon zwei Wochen danach wurde er auserwählt, die Honolulu T'ai Chi Ch'uan Association zu unterrichten. 1965 eröffnete er seine eigene Schule in New York City. Auch im Alter von beinahe 80 Jahren führt er in den USA und Europa –- auch in Deutschland -- Workshops durch.
1969 heiratete William C. C. Chen seine Frau Priscilla. Gemeinsam haben sie inzwischen zwei Kinder: die Tochter Tiffany und den Sohn Maximillian. Beide Kinder sind sehr erfolgreich in Kampfkunst-Turnieren.

## Stil und Besonderheiten
"Meister Chens Unterricht beinhaltet Formtraining, Anwendungsunterricht, Push Hands (Tui Shou)- und Boxtraining (San Shou) sowie das Erlernen und Üben der Schwertform mit ihren Anwendungsaspekten und dem freien Schwertkampf." Die Konzepte seines Trainings sind klar auf die Anwendbarkeit des Taijiquan hin ausgerichtet. Körpermechanik, Körperkoordination und Energiefluss stehen im Zentrum seiner Aufmerksamkeit. Dem Thema Körpermechanik hat er sein Buch "Body Mechanics of Tai Chi Chuan" gewidmet. In diesem Buch erläutert William C. C. Chen „die Geheimnisse scheinbar müheloser, unerschöpflicher Energie“.
Um den Ablauf der Form zu lernen und die Bewegungen des Taijiquan mühelos und plötzlich – langsam oder schnell – ausführen zu können, lässt Meister Chen seine Schüler die einzelnen Stellungen (Bilder) als Gedächtnisphoto in ihr Bewusstsein prägen. Dieses Gedächtnisphoto soll aus einem körperlich und geistig entspannten Zustand heraus in die Bewegung fließen. „So wird letztlich jede Stellung zu einer Spiegelung des Geistes.“
Der Ursprungsort der Bewegung und ihrer Energien befindet sich in den Füßen.

„So heißt es bei Zhang Sanfeng: ‚In jeder Bewegung soll der ganze Körper leicht und beweglich sein, als wären alle seine Teile wie Münzen auf einem Faden aufgereiht. Qi (Vitalenergie) soll wie ein Feuer entfacht werden. Shen (Geist) soll im Innern gesammelt sein... Jin (Energie) wurzelt in den Füßen, fließt durch die Beine, wird von den Hüften kontrolliert und wirkt durch die Finger. Von den Füßen zu den Beinen, von den Beinen zu den Hüften sollte sich alles als Einheit bewegen...“

„Armin Fischwenger“

Die Füße als Ort des Wurzelns und Ausgangspunkt der Energie spielen bei William C. C. Chen eine besondere Rolle. Hierzu hat er das Bild der drei Nägel entwickelt, welche in den Boden greifen. "So entsteht eine Wurzelung, eine Art Festpunkt. Jeder der drei Nägel hat zusätzlich
einen anderen Funktionskreis. Die große Zehe wirkt wie ein Ruder und gibt die Richtung, der Ballen ist wichtigster Punkt für die Entfaltung der inneren Energie, die Ferse sichert die Struktur und kontrolliert die Genauigkeit des Energieeinsatzes."
Auch die Haltung der Hände ist im Stil von Meister Chen von maßgeblicher Bedeutung. Zwischen den Stellungen bis kurz vor dem "wake up" wird die Hand entspannt und natürlich, aber nicht schlaff, gekrümmt. Beim Einnehmen der Stellung ("wake up") öffnen sich die Hände leicht, ohne gestreckt zu werden. Diese Technik besitzt die Funktion einer Pumpe, welche Energie in die Hand – speziell zum Laogong-Punkt – fließen lässt.

## Produktionen (Auswahl)

### DVDs
- William C. C. Chen's Body Mechanics of Tai Chi Chuan. Workshopdokumentation von William C. C. Chen und Nils Klug[8]
- Tai Chi for Beginners with Grandmaster William C.C. Chen
- Combo: Long Form & Sword Form. ISBN 0-9644084-2-2.
- "ART OF THE 60 MOVEMENTS" (Book). Instructional, ISBN 978-0-9644084-0-1.
- DVD "06" COMBO: LONG FORM & SWORD FORM.

### Bücher
- mit Frieder Anders und Christian Hanussek: Tai Chi Chuan. Meditation in Bewegung. ADMOS Media, 1998, ISBN 3-612-20515-3.
- mit Frieder Anders und Christian Hanussek: Das Chinesisches Schattenboxen Tai Chi Chuan. Meditation in Bewegung zur Steigerung des Körpergefühls und zur Festigung der Gesundheit. 9. Auflage. O. W. Barth, 1991, ISBN 3-502-67020-X.
- Körpermechanik des Tai Chi Chuan. Eigenverlag, um 1980.